# Генрик Варс
Генрик Варс (пол. Henryk Wars, справжнє Генрик Варшавський — Henryk Warszawski (чи Warszowski), псевдо Фраска, Генрі Варс (Fraska, Henry Vars) (нар.29 грудня 1902,  Варшава — пом. 1 вересня 1977, Лос-Анджелес) — польський  композитор естради, аранжувальник, піонер джазу в Польщі, піаніст а також диригент єврейського походження.

## Життєпис
Походив з музикальної родини: одна сестра була співачкою  ЛаСкали, друга сестра — піаністкою.
З восьми до дванадцяти років жив з батьками у Французькій республіці, де вчився в школі Art Nouveau. Після повернення до Польщі ходив до Гімназії Мазовецької Землі на вул. Кльлнлвій[уточнити], потім почав вивчати право в Варшавському університеті. За намовою Еміля Млинарського перевівся до Варшавської Консерваторії, яку закінчив в класі Романа Станковського. Будучи студентом грав на фортепіано в кабаре, між інш. в Новому Перському Оці (Nowym Perskim Oku), диригував також оркестром в Морському Оці (Morskim Oku).
Працював в студії запису грамофонних платівок Syrena Rekord. Потім почав компонувати. Перша написана пісня (1926) — New York Times, не була дуже популярна. Першим шлягером було Затанцюймо  танго(Zatańczmy tango )(1929). Був засновником вокального тріо Jazz Singers, в складі: Еугеніуш Бодо, Тадеуш Ольша, Тадеуш Роланд. Був музичним директором  студії звукозапису Syrena Record. Твори композиції до 53 фільмів(серед них: Шпигун у масці, Любовні маневри, до першого польського звукового фільму — На Сибір (1930). Керував групою «Веселі Хлопці». Писав пісні для таких зірок, як Ганка Ордонувна, Еугеніуш Бодо і  Зуля Погожельська.
Від 1939 воював, потрапив в німецький полон, звідки втік, a в 1940 добрався до  Львова, де заснував польський  big band. Під час радянської окупації  створив при Львівській філармонії Filharmonii Lwowskiej групу «Tea-Jazz», з яким влітку 1940 відбув турне до Одеси, Воронежа, Києва i Ленінграду. В цей період  створив також музику до фільму Михайла Ромма Мрія (1941). Разом з армією генерала  Андерса проїхав Іран, Близький Схід i Італію.
Після демобілізації осів в Лос-Анджелесі в США. Там, в 1954 році розпочав співпрацю продюсерами в Голлівуді. В 1963 написав музику до фільму Мій друг дельфін (Flipper). Його пісні співали. Бінг Кросбі  і Доріс  Дей. Компонував також симфонічні поеми, балет, концертіно.

## Пісні
- «A mnie w to graj»
- A u mnie siup, a u mnie cyk
- Ach, jak przyjemnie (текст: Людвік Старський, фільм: Забута мелодія, 1938,
- Ach, śpij kochanie (текст: Людвік Старський, фільм: Paweł i Gaweł, 1938, виконавці: Еугеніуш Бодо i Адольф Димша)
- Ach, zostań
- Będzie lepiej
- Co ja zrobię, że mnie się podobasz?
- Co z tobą Florek, gdzie twój humorek?
- Coś zrobiła z sercem mym
- Dobranoc, oczka zmruż
- Ewelina
- Jak pani się ten pan podoba
- Jak trudno jest zapomnieć
- Jak za dawnych lat
- Już nie mogę dłużej kryć
- Już nie zapomnisz mnie ( film: Zapomniana melodia, 1938)
- Już taki jestem zimny drań ( фільм: Pieśniarz Warszawy, 1934, виконавці: Еугеніуг Бодо)
- Kocha, lubi, szanuje
- Kocham (: Bezimienni bohaterowie, 1931)
- Lim-pam-pom
- Maleńka Jenny (текст: J. Roland, фільм:: Głos pustyni, 1932, виконавець: Мєчислав Фогг)
- Miłość ci wszystko wybaczy (текст: Юліан Тувім, фільм: Шпигун в масці, 1933, виконавці: Ганка Ордонувна)
- My dwaj, obacwaj
- Na cześć młodości
- Na pierwszy znak
- New York Times
- Nic o Tobie nie wiem
- Nic takiego
- «O, Key»
- «On nie powróci już»
- "Panie Janie
- Piosenka o zagubionym sercu
- Płomienne serca (tekst: Marian Hemar, film: Na Sybir,
- Lwów jest jeden na świecie (Львів єдиний на світі), яку називали Тільки у Львові(«Tylko we Lwowie») (текст: Емануель Шлехтер, фільм: Włóczęgi (Волоцюги), 1939, виконавці: Щепцьо i Тонько)